# 朱全忠
朱 全忠（しゅ ぜんちゅう）は、五代後梁の初代皇帝。廟号は太祖。諱は初め温（おん）であったが、黄巣の乱の際の戦功で唐より全忠（ぜんちゅう）の名が下賜された。その後、唐を滅ぼして後梁を建国し、自ら皇帝に即位して晃（こう）と名を改めた。
朱全忠は唐末期の黄巣の乱で頭角を現し、その後の覇権争いで勝利して後梁を築き上げたが、晩年は行状が乱れて最期は息子に暗殺された。

## 生涯

### 幼少期・青年期
大中6年（852年）、朱温は宋州碭山県の午溝里に儒学を教えていた朱誠（朱五経と称された）の三男として生まれる。家は貧しく少年時代に父を失ったため、2人の兄と共に母の王氏に連れられ親戚にあたる蕭県の富豪の劉崇の家で小作（畑仕事や家畜の世話）をしていた。
だが朱温は畑仕事など平凡で退屈な仕事と頭から馬鹿にして少しも精を出さず、武術に興味を示し独学で棒術や拳法の腕を上げて「ごろつき朱三（朱家の三男の意）」と呼ばれたという。
また朱温は気性も荒く、里人の多くに嫌われ主人の劉崇からはたびたび杖や鞭で咎めを受けたが、劉崇の母だけは高く評価し常に庇ったという。

### 黄巣軍から官軍へ
黄巣の乱が勃発すると、朱温は次兄の朱存と共に乱に参加し頭角を現した（朱存はその中途で戦死したという）。
広明元年（880年）に黄巣軍が長安を落とした後、夏州節度使であった諸葛爽を投降させる。
その後、朱温は黄巣軍の東南方面の先鋒を任され、南陽を攻め落とすなど軍功を立てた。しかし河中節度使の王重栄の軍に何度も敗れ、黄巣に救援を求めたが左軍使の孟楷に要請を握り潰された。
また黄巣軍の内部に形勢不利の風聞が流れたため、朱温は側近たちと相談して黄巣を裏切ることを考え、黄巣が派遣した監軍使の厳実を斬って河中節度使の王重栄に投降した。
その時、唐の僖宗は蜀の地に亡命していたが、朱温の投降を聞いた僖宗は「是天賜予也」と喜んだといわれる。
その後、朱温は一転して唐の官軍側として戦い、諸侯軍とともに黄巣軍を長安から追い落とした。この戦功によって朱温は唐朝から左金吾衛大将軍・河中行営副招討使の地位を与えられ、汴州に拠点を置く「宣武節度使」に昇進した。また、朱温は皇帝に忠誠を誓う意味である「全忠」の名を賜った。それ以後、朱温は自分の名を「朱全忠」と名乗った。

### 唐朝の権臣
その後、朱全忠は唐の宮廷内で、共に黄巣軍と戦った李克用と権力の実権を巡って争うことになった。
黄巣軍に押されて支えきれなくなった際、朱全忠は李克用に救われた恩義があったため、盛大な宴を開き、へりくだってもてなしたが、性格が一本気な李克用は朱全忠の存在が頭から気に食わず、この接待はかえっていやらしく見えたという。
朱全忠が救援の礼を丁重に述べても、李克用から「朝廷のために賊を討っただけであり、礼を言われる覚えはない。それに黄巣は貴殿の元の君主。さぞや戦いにくいでしょうな」と憎まれ口を叩かれ、それでも朱全忠は怒りを抑え、作り笑いを浮かべながら手厚くもてなした。
そして李克用と部下らが酩酊したのを見計らい、朱全忠は自軍の兵を率いて襲撃した。李克用は部下に水をかけられて目を覚ますと直ちに応戦し、軍の包囲を破って城外にうまく逃げ延びた。ここに朱全忠と李克用の両者は不倶戴天の仇敵同士として争うことになった。
文徳元年（888年）、河陽にて共に元黄巣軍の一員であった李罕之と張全義が対立する事件が起きて、李罕之は李克用に救援を求めて、張全義は朱全忠に救援を求めた。朱全忠は配下の丁会・葛従周・牛存節らの軍を現地に派遣して、李克用の軍を打ち破った。また李克用は、潞州を守り人心を得ていた弟の李克脩を猜疑心から鞭打ったことで憂死させてしまった。そのため、その代わりにその下の弟の李克恭が派遣されてやってきたが、李克恭は傲慢で人心を得られなかった。この事によって潞州を離反した将兵が出て、朱全忠は帰順を受ける事ができた。
軍略では李克用に遅れをとる朱全忠だが、知略では李克用に勝った。
武略一辺倒の李克用は朱全忠の政略と謀略によって次第に抑えられ、その間に、朱全忠は唐朝の実権を掌握することに成功した。しかし、その頃の唐朝はかつての大帝国の勢いを失い、すでに長安一帯を保持するだけの小さな地方政権に過ぎなくなっていた。天下は節度使（藩鎮）らが各地で自立し、群雄割拠する時代に突入していた。
901年、朱全忠は唐朝から「梁王」に封じられた。
天祐元年（904年）1月、朱全忠は昭宗に圧力をかけ、自分の拠点である洛陽に都を遷し、8月に仮子の朱友恭と氏叔琮に命じて昭宗を弑し、後にその罪を二人に着せて誅殺した。
朱全忠は昭宗の九男の哀帝を次の皇帝に即位させて、その後に、国の禅譲の準備を考えた。しかし、長兄の朱全昱は「朱三よ、汝が天子になろうとは何たることか。元をただせば黄巣の一味のおまえを引き立てて下さった陛下のご恩に報いるどころか、三百年の社稷を簒うとはこの愚か者め」と朱全忠を罵倒した。
その直後に長男の朱友裕が早世し、朱全忠は悲嘆に暮れた。
天祐2年（905年）、腹心の李振・蒋玄暉らが唐の高官らを黄河へ沈めるべきと建言すると、朱全忠は裴枢・独孤損・崔遠・王溥・趙崇ら唐の高官30余人を河南の県尉などの下級地方官に一斉に左遷した。そして、彼らが任地に向かわせる途中の白馬駅で彼らを処刑して、その遺体を黄河に遺棄した（「白馬の禍」）。
この事件をもって中国の貴族制は完全に崩壊したと考えられている。

### 新王朝を開く
天祐4年（907年）3月、朱全忠は哀帝から禅譲を受けて国号を「梁」と定め、新しい王朝（後梁）を建国した。ここに唐王朝は滅亡した。また朱全忠は、後梁の初代皇帝に即位し、諱を「全忠」から「晃」に改めた。これは皇帝となり、仕える対象が無くなったので改名したのである。済陰王に降格した哀帝は、開平2年（908年）に曹州で毒殺して後難を廃した。 
朱晃は汴州を東都、洛陽を西都とした。その後、汴州（汴京）は「開封」に改称し、開封府東都として国の首都とした。
しかし唐から禅譲を受けたという経緯があったとはいえ、各地の群雄は太祖を認めようとはしなかった。後梁の勢力範囲は全国350州のうち、わずか70州余りでしかなく、黄河の中流のいわゆる中原を支配圏に置いているに過ぎなかった。
その後、朱晃（太祖）は李克用と徹底して対立した。開平2年（908年）に李克用が死去すると、その混乱をついて上党を攻めたが、李克用の後継者の李存勗に戦争で敗れて後梁軍は壊滅した。以後、後梁軍は李存勗の晋軍の攻勢の前に次第に押されるようになった。
また、太祖は信賞必罰を旨としたが、それが余りに厳しすぎて身内からの反感が生まれだした。敗戦や失敗に対する処罰が過酷で、それを諫める忠臣、あるいは献策する名参謀にも欠けていた。李存勗に敗れたので、太祖は李茂貞を攻めるがこれも失敗。王鎔を攻めてこれも失敗したばかりか、かえって王鎔を李存勗と結びつかせたりしている。
また太祖は生来から女性関係に節度が乏しい好色家で、日頃から見境の無い乱淫を繰り返した。賢婦人と称された正妻（張氏）がこの頃死去すると、太祖の好色はさらに激しくなり、各地に封じていた諸子の正妻を都に留めて、自分の近くに侍らせ通じるようになった。特に仮子である博王朱友文の妻の王氏は美人で太祖の寵愛も深かった。その淫乱が過ぎたためか、晩年の太祖は病気がちとなった。

### 最期
乾化2年（912年）、病の重くなった太祖は王氏との関係から仮子の博王朱友文の立太子を図る。しかし実子の郢王朱友珪の妻の張氏がこれを知って朱友珪に告げた。
朱友珪は日頃から素行が悪いために父から冷遇されており、朱友文への偏愛にも不満を抱いていた。父の太祖は後継体制を確実なものにしようとして、朱友珪を萊州刺史に左遷し自分から遠ざけた。
当時太祖は左遷した人物の大半を次々と殺害しており、朱友珪は将来の自分の身に何かの不安を覚えた。
こうして、朱友珪は太祖の臣下に対する暴虐に不満を抱いていた左龍虎軍（近衛軍）と結託し、手勢500名を率いて宮中に押し入った。
その時、太祖は看病を受けていたが、既に全員が逃走してしまって事情が分からず、「反乱を起こしたのは誰か？」と訊き、その場に朱友珪が出てきた。そして太祖は全ての事情が分かり、目の前の息子に対して「どうして己の父を害するような輩を生かしておいたのか、私は早くお前を殺すべきだった。」と述べた。
こうして太祖は息子の朱友珪に腹を刺されて殺害され、帝位を奪われた。享年61。

## 宗室

### 后妃
- 賢妃張氏（元貞皇后）
- 武威郡君石氏、昭儀陳氏、昭容李氏、美人段氏、国夫人劉氏（後の敬翔の妻）

### 兄弟
- 広王 朱全昱
- 朗王 朱存

### 従子

#### 朱全昱の子
- 衡王 朱友諒
- 恵王 朱友能
- 邵王 朱友誨

#### 朱存の子
- 安王 朱友寧
- 密王 朱友倫

名の表記は『新唐書』による。

### 男子
- 郴王 朱友裕
- 郢王 朱友珪
- 末帝 朱友貞
- 福王 朱友璋
- 賀王 朱友雍
- 建王 朱友徽
- 康王 朱友敬

### 女子
- 安陽公主（羅紹威の子の羅延規にとついだ）
- 長楽公主（趙犨の子の趙巌にとついだ）
- 金華公主（羅紹威の子の羅延規の継室）
- 普寧公主（王鎔の子の王昭祚にとついだ）
- 真寧公主

### 仮子
- 博王 朱友文（康勤）
- 冀王 朱友謙（朱簡→朱友謙→李継麟）
- 朱友恭（李彦威）
- 朱友譲（李七郎）
- 朱漢賓 - 軍校の朱元礼の子

## 小説
- 『朱温』仁木英之（著）、朝日新聞出版、2009年10月7日 - 学習研究社より発売された『夕陽の梨 五代英雄伝』を改題、1300枚を加筆して文庫化したもの。朱全忠の生涯を描いている。